# Park Eifel

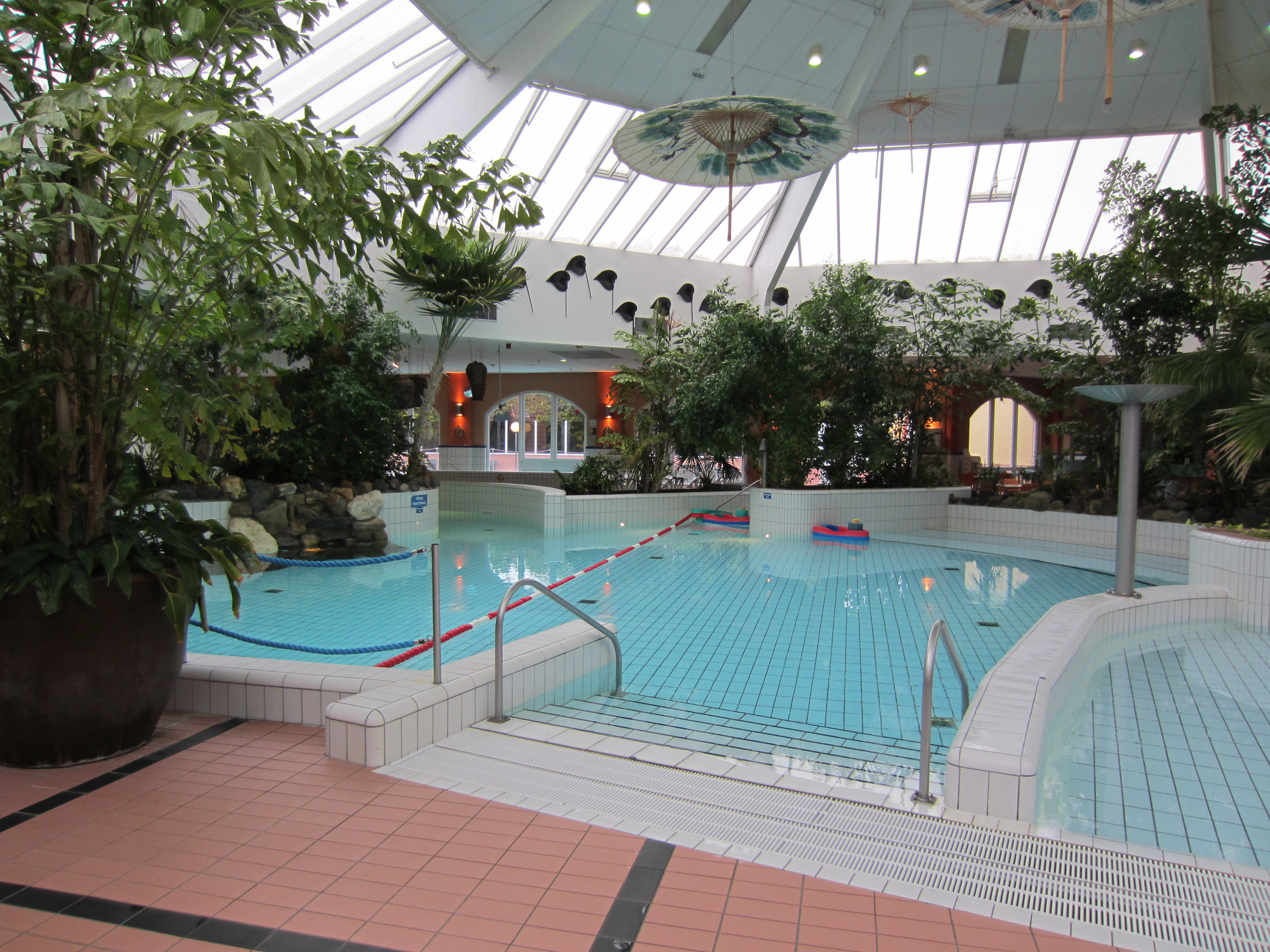
Aqua Mundo rechterzijde

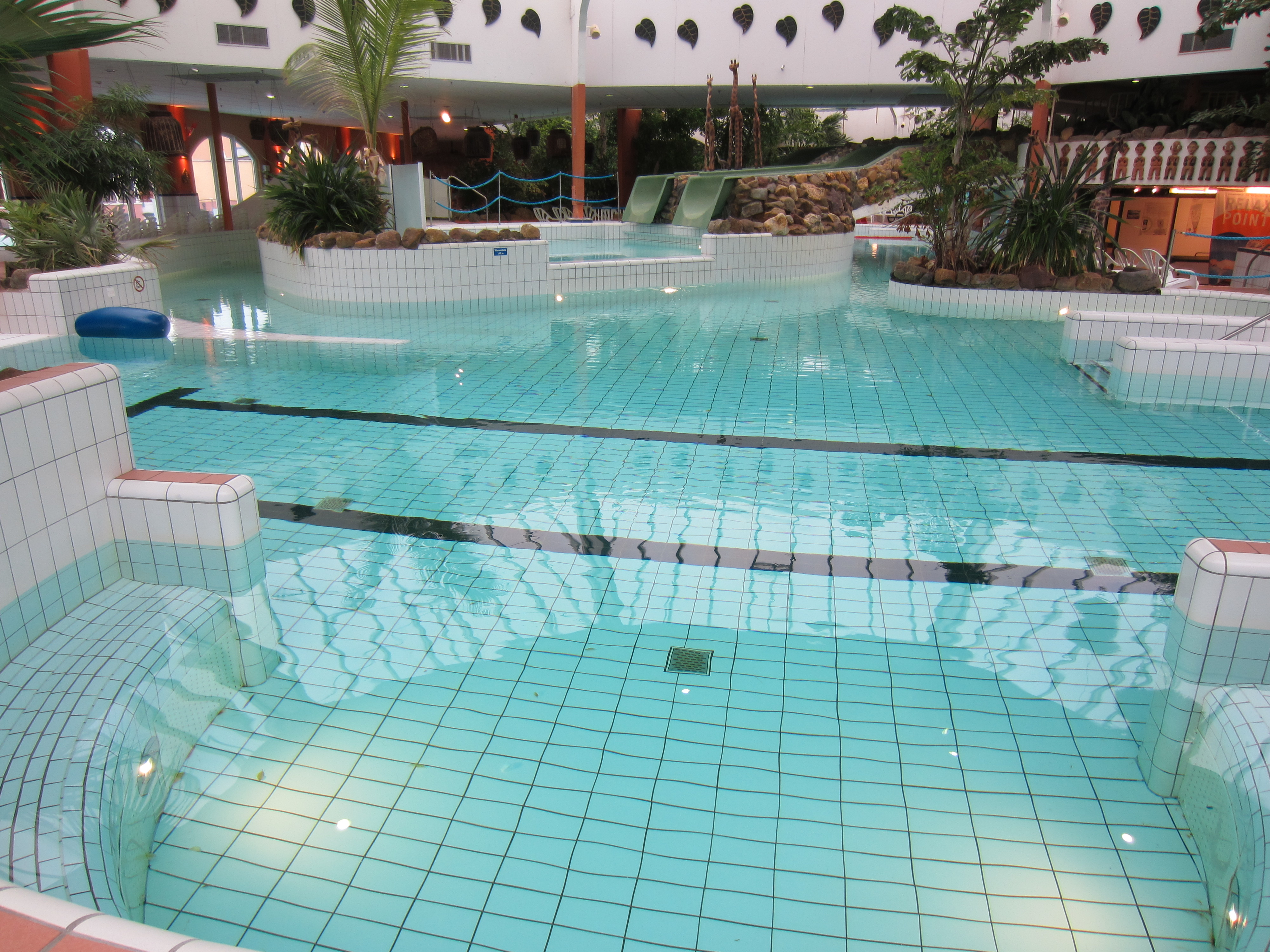
Aqua Mundo linkerzijde

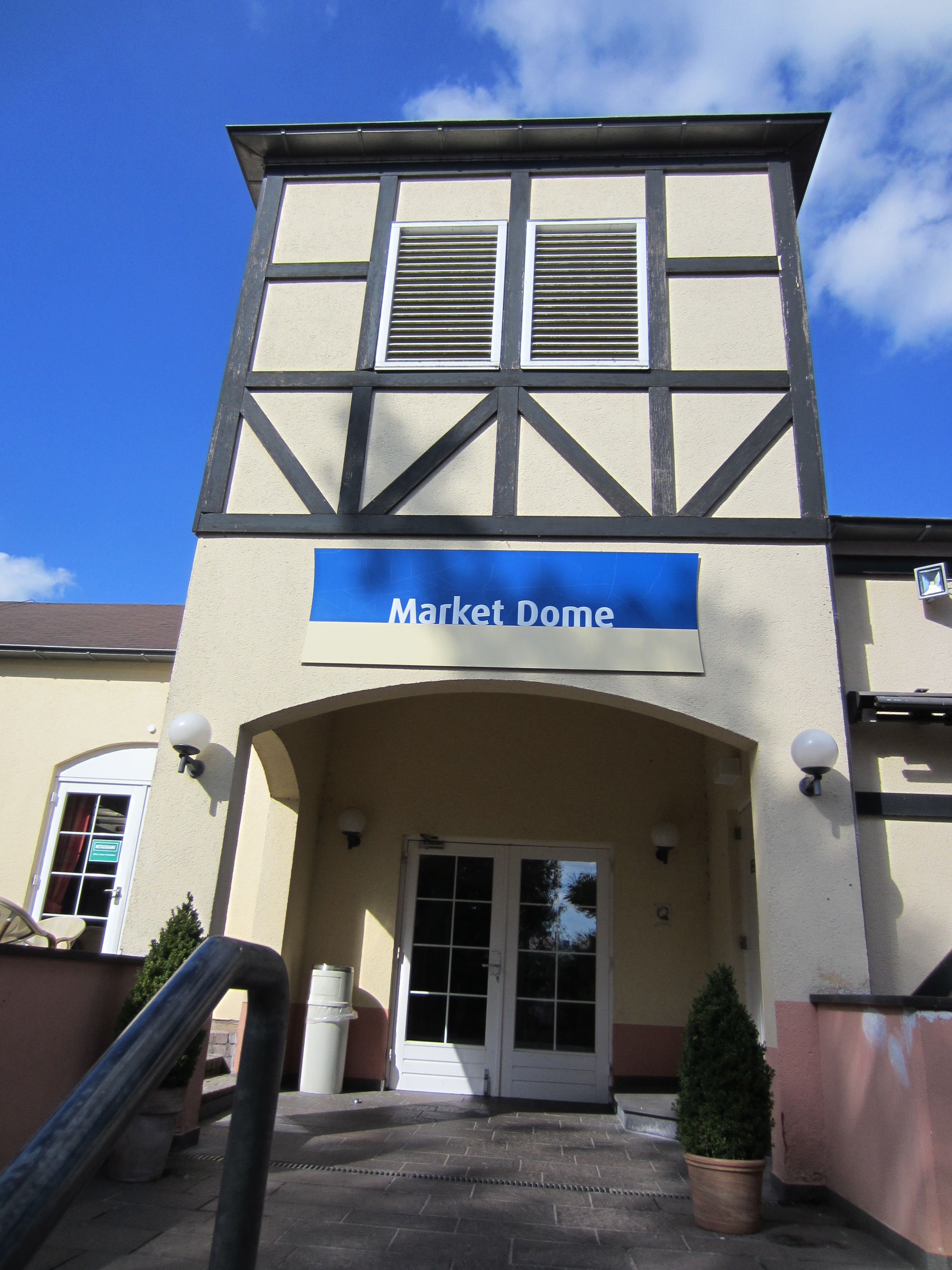
Hoofdingang Market Dome

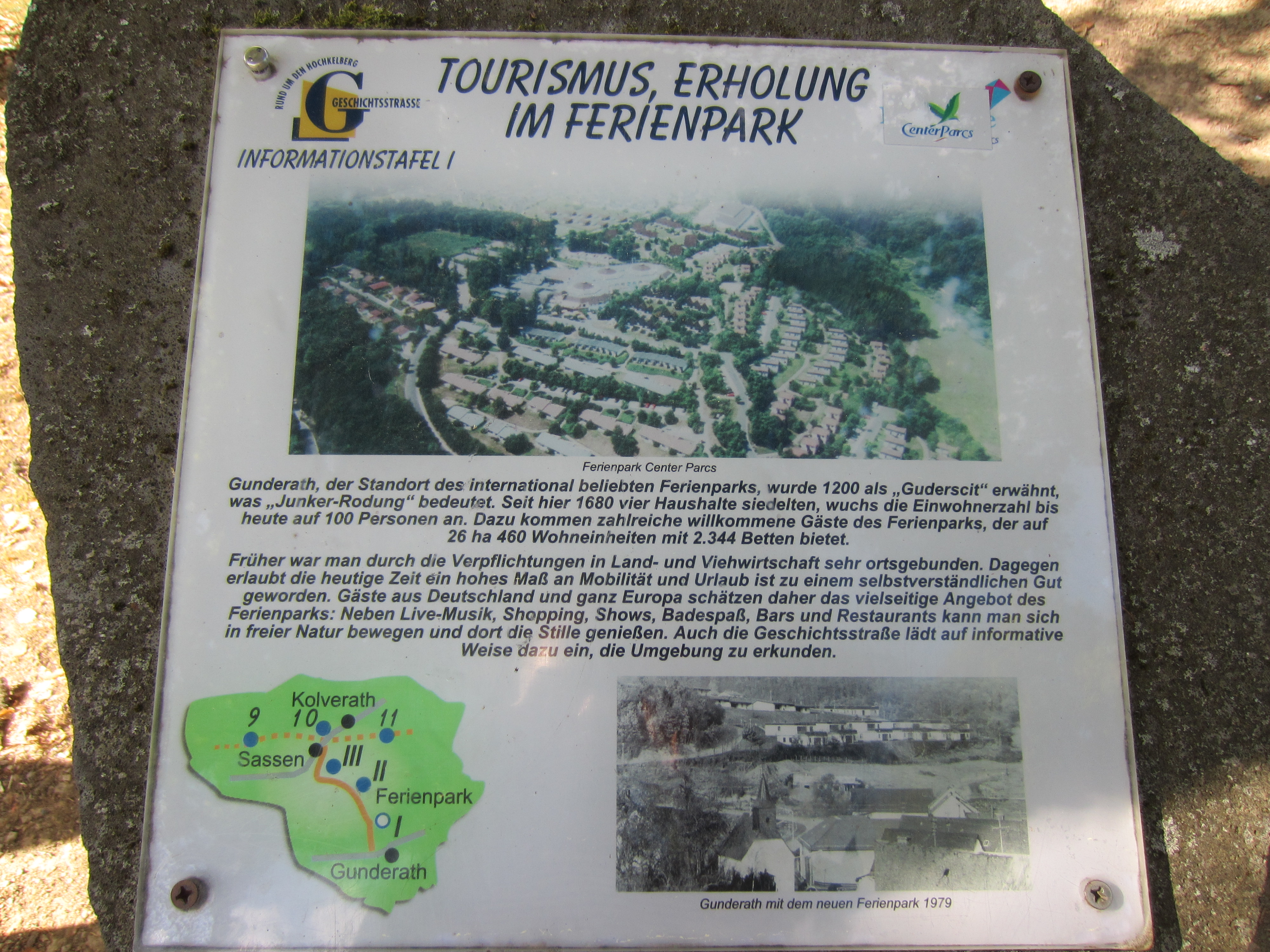
Geschiedenis infobord

Park Eifel is een bungalowpark in Gunderath, Duitsland. Het park behoorde tot Gran Dorado-groep, maar maakt nu deel uit van Center Parcs. Het park heeft lange tijd "Park Heilbachsee" geheten. Het is ongeveer 26 hectare groot en telt 460 bungalows. Er is een centrale parkeerplaats, maar het park is niet geheel autovrij. Er is een Aqua Mundo, Market Dome en verschillende andere faciliteiten. Het park ligt in het natuurgebied de Vulkaaneifel.

## Naam en uitbaters
Het park heeft in zijn geschiedenis twee namen gehad, Heilbachsee en Park Eifel. De volgende bedrijven hebben het park uitgebaat:
- Bilderberg (1979-1982)
- Vendorado (1982-1989)
- Gran Dorado (1989-2003)
- Center Parcs (2003-2009; tussen 2003 en 2006 als "FreeLife from Center Parcs")
- Sunparks (2009-2011)
- Center Parcs (2011-heden)

## Geschiedenis

### Het Bilderberg-tijdperk
In 1979 opende de Bilderberg groep het bungalowpark in Gunderath, met destijds 210 bungalows. Het oostelijke gedeelte van het park, tegen de berg aan, bestaat uit verschillende types 2- ,3- en 4-persoons bungalows. Het park had bij opening een overdekt zwembad en een restaurant met 200 zitplaatsen. Er zijn later aan de linkerkant van het park nog acht (privé)-bungalows bijgebouwd (nummers 211-218), met een carport.

### Het Vendorado/Gran Dorado-tijdperk
In 1982 kondigde Vendorado aan het park te gaan exploiteren. In 1991 werd het park uitgebreid, met 6- en 8-persoonsbungalows, de nummers 219-460. Deze bungalows hebben een hele andere bouwstijl dan de toen reeds bestaande bungalows. Het parkcentrum werd uitgebreid inclusief subtropisch zwembad, met een "Gran Place", het overdekte parkcentrum. Hierin bevinden zich een supermarkt, snackbar, souvenirshop, bijouterie en enkele restaurants. Het subtropisch zwembad heeft twee korte glijbanen (12 en 13 meter lang), een stroomversnelling en een sauna.
In 2001 werd bekend dat de eigenaar Pierre & Vacances Gran Dorado met de voormalige concurrent Center Parcs wil laten fuseren en in 2002 werd dit een feit. Park Eifel was een van de parken die overging naar (toen nog) Center Parcs-Gran Dorado.

### Center Parcs
In 2002 wees marktonderzoek uit dat Center Parcs het sterkere merk was en in 2003 gingen alle parken onder die naam verder. Er werd een speciale "subbrand" ontwikkeld, om de overgang van Gran Dorado naar Center Parcs vloeiend te laten verlopen. Het park ging verder onder de noemer "FreeLife from Center Parcs". Voor Park Eifel, samen met nog vier andere Gran Dorado parken, betekende dit een kleine restyling. Het Gran Buffet werd Market Buffet, het subtropisch zwembad werd Aqua Mundo en de naam bungalow veranderde in cottage. De faciliteiten kregen een kleine facelift, om ze meer naar het bekende Center Parcs-niveau te tillen. Naast de verandering van de namen, kreeg het park bewegwijzering in de blauw-witte stijl van "FreeLife from Center Parcs".
In 2006 ging de indeling met de subbrands alweer op de schop. Alle parken heetten vanaf toen gewoon Center Parcs. Ze werden naar klasse ingedeeld, aangeduid met een aantal vogeltjes. Park Eifel kwam in de 3-vogeltjescategorie. Het park heeft ook nog enkele jaren de Sunparks vlag gevoerd, maar inmiddels is dit merk alweer uit Duitsland verdwenen en is het park weer Center Parcs. In 2022/2023 is het park gerenoveerd. 

## Park

### Indeling
Het park bestaat eigenlijk uit twee delen, die zich van elkaar onderscheiden in natuur, bouwstijl en bouwjaar:
|                 | Linkerkant park | Rechterkant park                    |
| --------------- | --------------- | ----------------------------------- |
| Gebouwd door    | Vendorado       | Bilderberg Groep                    |
| Geopend in      | 1991            | 1979                                |
| Cottage nummers | 219 t/m 460     | 1 t/m 210 [+ 211 t/m 218]           |
| Autovrij        | Nee             | Nagenoeg (centrale parkeerplaatsen) |

### Faciliteiten
Park Eifel heeft onder andere de volgende faciliteiten:
- Market Dome: met supermarkt, Shop&Smile winkel, restaurants, een speelhal, een bowlingbaan en een Family bar.
- Aqua Mundo: met twee korte glijbanen, een stroomversnelling en sinds de verbouwing van 2023 een speelgedeelte voor kinderen en een grote glijbaan waar je met een één- of tweepersoonsband vanaf kan.
- Kids Factory, een indoor speelhal voor kinderen, de naam is na de verbouwing in 2023 aangepast naar Baluba. Ook is er een kinderboerderij bijgekomen.

### Typen cottages
Park Eifel heeft drie verschillende categorieën cottages: Comfort, Premium en VIP, in verschillende typen. De afkorting van de typen (HE), stammen uit de tijd dat het park "Heilbachsee" heette:

#### HE751 (2 persoons comfort)
- Gebouwd in 1979.
- Dit type bestaat uit één vertrek met zitruimte en bed. In de gang is een kleine kitchenette en er is een aparte badkamer.
- Cottagenummers: 131 t.e.m. 150:

#### HE752 (3 persoons comfort)
- Gebouwd in 1979.
- Dit type heeft een verdieping, met boven één slaapkamer, met 3 bedden.
- Cottagenummers: 111 t.e.m. 130:

#### HE753 (4 persoons premium)
- Gebouwd in 1979.
- Al deze cottages liggen in een autovrij gebied.
- Cottagenummers: 1 t.e.m. 30:

#### HE754 (4 persoons comfort)
- Gebouwd in 1979.
- Er zijn vijf verschillende cottage indelingen van dit type:
  - Vrijstaand, slaapkamers beneden, wenteltrap, wit of roze, "langere" versie.
  - Cottagenummers: 31 t.e.m. 70:

- - Vrijstaand, slaapkamers beneden, wenteltrap, wit of roze, "kortere" versie.
  - Cottagenummers: 71 t.e.m. 110:

- - In rijen geschakeld, alles gelijkvloers.
  - Cottagenummers: 151 t.e.m. 190:

- - Bevindt zich geheel op de benedenverdieping (onder een 2 persoons VIP cottage).
  - Cottagenummers: 192, 194, 196, 198, 200, 202, 204, 206, 208, 210:

- - Vrijstaand met carport, alles gelijkvloers.
  - Deze cottages zijn na 1979 gebouwd en waren vroeger particulier eigendom.
  - Cottagenummers: 211 t.e.m. 218

#### HE756 (6 persoons comfort)
- Gebouwd in 1991.
- Er zijn 2 verschillende cottage indelingen van dit type:
  - Verspringend geschakeld, met terras aan zijkant/ bij entree cottage:
  - Cottagenummers: 255, 256, 265 t.e.m. 268, 281 t.e.m. 292, 313 t.e.m. 318, 323 t.e.m. 326, 337 t.e.m. 342, 397 t.e.m. 404, 425, 426, 435 t.e.m. 440, 443, 444:

- - Naast elkaar geschakeld, met terras aan achterkant:
  - Cottagenummers: 225, 226, 233 t.e.m. 250, 259 t.e.m. 264, 269 t.e.m. 274, 293 t.e.m. 296, 347 t.e.m. 366, 369, 370, 377 t.e.m. 384, 387 t.e.m. 396, 405 t.e.m. 414, 419, 420, 431, 432, 441, 442, 445 t.e.m. 448:

#### HE757 (6 persoons comfort)
- Gebouwd in 1991.
- Extra brede deuren, rolstoelvriendelijk.
- Cottagenummers: 251 t.e.m. 254, 275 t.e.m. 280:

#### HE759 (8 persoons comfort)
- Gebouwd in 1991.
- Cottagenummers: 227 t.e.m. 232, 257, 258, 343 t.e.m. 346, 367, 368, 375, 376, 421 t.e.m. 424, 449 t.e.m. 460:

#### HE760 (6 persoons premium)
- Gebouwd in 1991.
- Cottagenummers: 297 t.e.m. 312, 319 t.e.m. 322, 327 t.e.m. 336:

#### HE761 (2 persoons VIP)
- Gebouwd in 1979.
- Was vroeger een 4 persoons cottage.
- Bevindt zich op de bovenverdieping (boven op een 4-persoons comfort cottage).
- Cottagenummers: 191, 193, 195, 197, 199, 201, 203, 205, 207, 209:

#### HE762 (4 persoons VIP)
- Gebouwd in 1991.
- Was vroeger een 6 persoons cottage.
- Cottagenummers: 371 t.e.m. 374, 415 t.e.m. 418, 427 t.e.m. 430:

#### HE763 (6 persoons VIP)
- Gebouwd in 1991.
- Was vroeger een 8 persoons cottage.
- Cottagenummers: 219 t.e.m. 224, 385, 386: